# Сліпий музикант
«Сліпий музикант» — радянський художній фільм кіностудії «Мосфільм» 1960 року. Екранізація однойменної повісті Володимира Короленка.

## Сюжет
У багатій дворянській родині Попельських єдиний син Петрик сліпий від народження. Його мати Анна Михайлівна, нескінченно люблячи і жаліючи хлопчика, виховує його як рідкісну тендітну квітку. І тільки дядько Максим, який в юності бився під прапором Гарібальді, намагається привчити хлопчика до самостійності. Хлопчик починає пізнавати світ на дотик, і одного разу його пальці знаходять клавіші фортепіано. Але, ще не знаючи ціну своєму таланту, він іде з волоцюгами «шукати правду». І тепер тільки любов здатна примирити його з миром зрячих.

## У ролях
- Борис Ліванов —  Максим Яценко
- Василь Ліванов —  Петро
- Сергій Шестопалов —  Петро в дитинстві
- Маріанна Стриженова —  Анна Михайлівна
- Курдюмова Лариса —  Евеліна
- Марина Куракова —  Евеліна в дитинстві
- Юрій Пузирьов —  Іохим
- Олексій Грибов —  Федір Кандиба
- Сергій Блинников —  Ставрученко
- Віктор Мурганов —  Ілля
- Вадим Грачов —  Андрій
- Микита Кондратьєв —  Кузьма
- Олександр Смирнов —  Попельський
- Микола Козінін —  дзвонар

## Знімальна група
- Автор сценарію:  Йосип Маневич
- Режисер-постановник:  Тетяна Лукашевич
- Оператор:  Віктор Масевич
- Художник:  Борис Царьов
- Композитор:  Юрій Левітін